# Nederlands Ballet
Het Nederlands Ballet bestond van 1954 tot 1961 met Den Haag als standplaats.
Het gezelschap werd opgericht onder artistieke leiding van de Litouwse Sonia Gaskell. De meeste van de meer dan dertig dansers en danseressen kwamen uit haar eigen studio en uit haar voorafgaande balletensembles Ballet Recital. Het Nederlands Ballet was het eerste rijksgesubsidieerde balletgezelschap van Nederland. Doelstellingen van artistiek leider Gaskell waren naast het instuderen van modern buitenlands repertoire door gastchoreografen, het stimuleren van jonge Nederlandse choreografen. Een ander doel was en het opbouwen van een internationaal repertoire van klassieke meesterwerken.
Tot de dansers van het eerste uur behoorden dansers als Jaap Flier, Conrad van de Weetering, Rudi van Dantzig en Toer van Schayk. Tot de vele anderen die in de jaren daarna toetraden behoorden Marianna Hilarides, Milly Gramberg, Alexandra Radius en Olga de Haas.
In 1961 fuseerde het gezelschap met het Amsterdams Ballet tot Het Nationale Ballet. Het Amsterdamse Ballet van Mascha ter Weeme was in 1959 voortgekomen uit een fusie van het Ballet der Lage Landen en het Ballet van de Nederlandse Opera.

## Voorstellingen (selectie)
| Seizoen   | Titel                                          |
| --------- | ---------------------------------------------- |
| 1954-1955 | Le spectre de la rose                          |
|           | De blauwe vogel                                |
|           | Les sylphides                                  |
|           | Scènes de ballet                               |
|           | Pas de quatre                                  |
|           | Alles om een mantel                            |
|           | Concertino voor vier rovers en een boom        |
|           | 5 Etudes voor 11 dansers                       |
|           | Het proces                                     |
|           | De stoelen                                     |
|           | La colonnade                                   |
|           | Det er ganske vist                             |
|           | Divertissement                                 |
|           | La Somnambule                                  |
| 1955-1956 | Doornroosje                                    |
|           | La Somnambule                                  |
|           | Het zwanenmeer (Akte II)                       |
|           | Giselle                                        |
|           | De hoed                                        |
| 1956-1957 | Het zwanenmeer (Akte II)                       |
|           | Le lac des cygnes (2e akte)                    |
|           | Petroesjka                                     |
|           | Giselle                                        |
|           | Symphonie pour un homme seul                   |
|           | Polovetser dansen                              |
|           | Tij en ontij                                   |
|           | Dageraad                                       |
|           | Ginevra                                        |
|           | Mouture                                        |
|           | Kain                                           |
|           | Le cercle                                      |
|           | Portrait d'un maudit                           |
|           | Sphère                                         |
|           | Concerto Barocco                               |
|           | Le tec                                         |
|           | La création                                    |
|           | Solitude                                       |
|           | Invocatie                                      |
|           | Graduation Ball                                |
|           | De vuurvogel                                   |
|           | Symphonie nr. 29                               |
|           | De hoed                                        |
| 1957-1958 | Les caprices de Cupidon et du maître de ballet |
|           | De verloren zoon                               |
|           | La boutique fantasque                          |
|           | Annabel Lee                                    |
|           | Parabool                                       |
|           | Muziek tegen twee dansers                      |
|           | Corrida                                        |
|           | Asfaltadel                                     |
|           | Peripeteia                                     |
|           | De disgenoten                                  |
|           | Les présages (vijfde symphonie)                |
| 1958-1959 | La rencontre                                   |
|           | Les forains                                    |
|           | 5 Etudes voor 11 dansers                       |
| 1959-1960 | Don Quichotte                                  |
|           | Serenade                                       |
|           | Vier Temperamenten -                           |
|           | Four Temperaments                              |